# 長井村 (埼玉県)
長井村（ながいむら）は埼玉県の北部、大里郡に属していた村。

## 地理
- 河川：利根川

## 歴史
- 1889年（明治22年）4月1日 - 町村制施行により、上根村、江波村、八ッ口村、上須戸村、西城村、田島村、西野村、善ヶ島村が合併し幡羅郡長井村が成立する。
- 1896年（明治29年）4月1日 - 幡羅郡が大里郡、榛沢郡、男衾郡と統合し大里郡となる。
- 1955年（昭和30年）1月1日 - 妻沼町、秦村、男沼村、太田村と合併し妻沼町となる。

## 経済
終戦直後は、好調な農業生産を背景に好況を迎え、1950年には「富める村」と呼ばれていた。